# Ingerenze della Russia in politica estera
Le ingerenze della Russia in politica estera hanno compreso azioni sia esplicite sia segrete volte a modificare, sostituire o preservare governi stranieri.
La Federazione Russa, dopo la dissoluzione dell'Unione Sovietica, ebbe un ruolo particolare per i giochi diplomatici, per degli interessi strategici, economici e politici per riprendere l'influenza dell'allora era sovietica dal 1990.